# Riderà (Cuore matto)
Riderà (Cuore matto) è un film del 1967 diretto da Bruno Corbucci.
La pellicola si inserisce nel filone del cosiddetto musicarello.

## Trama
Antonio Moruzzo è figlio di un macellaio con la passione per la musica e le belle ragazze. Il padre vorrebbe che studiasse ma lui, piuttosto, va in giro nei locali a cantare le sue canzoni.